# ヨハネが受けたキリストの啓示
ヨハネが受けたキリストの啓示（ヨハネがうけたキリストのけいじ）とは、新約聖書の最後の書簡であり、66巻の聖書を信じる聖書信仰の最後の書である。これは『現代訳聖書』で採用された翻訳の題名であり、尾山令仁牧師による講解説教の題名でもある。ここでは講解説教の内容を記述する。他の解説についてはヨハネの黙示録を参照。

## 聖書記者
福音書や書簡の記者である使徒ヨハネ。イエス・キリストの啓示を使徒ヨハネが受けたという意味でこの題名となっている。

## 執筆時期
ドミティアヌス帝の治世、1世紀の終り頃。

## 内容
過去主義者の解釈では、過去の出来事についてのみ書かれたととらえるが、これは未来に起こる事柄についても書かれていると信じる未来主義の立場に立っており、未来にクリスチャンへの大迫害があると講解する。
15章で神の怒りが頂点に達し、18章で反キリストが滅亡し、19章19節から悪魔が最後の戦いを挑むが、ここで獣と偽預言者は一緒に滅ぼされて永遠の恐ろしい苦しみの中に投げ込まれ、さらにキリストによる最後の裁きによって、ノンクリスチャンは永遠の地獄に投げ込まれるが、いのちの書に最初から名前が記され救われたクリスチャンはすでに天国に行くことが決まっており、クリスチャンが地獄に落ちることはないが、クリスチャンもクリスチャンになってからの生き方によって天国で受ける報いが違うと教えている。また、新普遍救済主義の異端を退けている。
22章18-19節の、聖書に付け加えることも、取り除くことも許されないと啓示した聖句から、66巻の聖書に付加した例として外典付きの『新共同訳聖書』をあげ、外典は聖書の文書に模して人間が書いた文書なので、霊感された聖書にこれらを付け加える神への冒涜に対しては、神からの災害が下されると教えている。